# Marinus Carel de Leeuw
Marinus/Marius Carel de Leeuw (Haarlem, 27 april 1851 – 2 september 1887) was een directeur en politicus in Suriname.
Hij werd geboren als zoon van Johan Carel de Leeuw (1816-1880) en Maria Cornelia Elisabeth Penninck Hoofd (1816-1876). Zijn vader leidde als ingenieur de indijking en drooglegging van de Anna Paulownapolder en werd daar rond 1855 dijkgraaf waarop het gezin daarheen verhuisde. Voor zijn studie ging hij naar een kostschool. Hij is in 1876 in Leiden gepromoveerd tot doctor in de wis- en natuurkunde op het proefschrift Over de Ontginning van Veengronden.
Hij vestigde zich in Suriname en was net als J.E. Muller directeur van de 'Surinaamsche Exploitatie Maatschappij'. Daarnaast was De Leeuw actief in de politiek. In 1884 werd hij door de gouverneur benoemd tot lid van de Koloniale Staten. Hij vervulde die functie tot hij in 1887 op 36-jarige leeftijd overleed. Voor de rest van het zittingsjaar 1887/1888 zou de gouverneur geen opvolger meer benoemen.
Zijn oudere zus Amy Geertruida de Leeuw was een bekend Nederlands schrijfster en journaliste.